# Takeshi Tsujimura
Takeshi Tsujimura (辻村猛?, Tsujimura Takeshi; Osaka, 4 luglio 1974) è un pilota motociclistico giapponese, ritiratosi dall'attività agonistica.

## Carriera
Esordisce nella classe 125 del motomondiale con la Honda nel 1993, ottenendo una vittoria in Austria, un secondo posto nel Gran Premio della FIM, cinque terzi posti (Malesia, Giappone, Spagna, Germania e Repubblica Ceca), una pole position nel Gran Premio d'Europa e il terzo posto finale.
Nel 1994 ottiene quattro vittorie (Giappone, Olanda, Gran Bretagna e Stati Uniti), un secondo posto in Francia, un terzo posto in Italia e nuovamente il terzo posto finale.
Nel 1995, rimanendo fedele alla stessa casa, passa alla classe 250, conclude la stagione al ventiduesimo posto; migliora il risultato l'anno seguente classificandosi dodicesimo. Nel 1997 passa alla TSR-Honda, terminando settimo. Nel 1998 passa alla Yamaha, con la quale è ottavo nel mondiale. Proprio in quest'ultima stagione riesce ad arrivare in zona punti in tutte le 15 prove in calendario.
Negli anni successivi passa alle competizioni per motociclette derivate dalla produzione di serie, partecipando come wildcard ad alcune gare nel campionato mondiale Superbike e ad una nel campionato mondiale Supersport. Ha ottenuto buoni risultati anche nelle competizioni nazionali vincendo nel 2004 il campionato giapponese nella categoria Superstock 600 e nelle gare di endurance, vincendo nel 2006 la 8 Ore di Suzuka.
Ad inizio 2009 annuncia la propria decisione di ritirarsi dalle competizioni.

## Risultati in gara

### Motomondiale
| 1993 | Classe | Moto  |   |   |   |   |   |   |     |   |   |   |   |   |   |   |  | Punti | Pos. |
| ---- | ------ | ----- | - | - | - | - | - | - | --- | - | - | - | - | - | - | - |  | ----- | ---- |
| 1993 | 125    | Honda | 9 | 3 | 3 | 3 | 1 | 3 | Rit | 9 | 9 | 8 | 3 | 4 | 6 | 2 |  | 177   | 3º   |

| 1994 | Classe | Moto  |     |   |   |   |    |     |   |   |   |   |   |   |   |   |  | Punti | Pos. |
| ---- | ------ | ----- | --- | - | - | - | -- | --- | - | - | - | - | - | - | - | - |  | ----- | ---- |
| 1994 | 125    | Honda | Rit | 5 | 1 | 6 | NC | Rit | 1 | 3 | 2 | 1 | 5 | 1 | 7 | 4 |  | 190   | 3º   |

| 1995 | Classe | Moto  |   |    |     |     |  |  |     |     |    |  |    |    |    |  |  | Punti | Pos. |
| ---- | ------ | ----- | - | -- | --- | --- |  |  | --- | --- | -- |  | -- | -- | -- |  |  | ----- | ---- |
| 1995 | 250    | Honda | 9 | 18 | Rit | Rit |  |  | Rit | Rit | 13 |  | 17 | 15 | 15 |  |  | 12    | 22º  |

| 1996 | Classe | Moto  |    |     |    |    |     |    |     |     |   |    |     |   |    |    |    | Punti | Pos. |
| ---- | ------ | ----- | -- | --- | -- | -- | --- | -- | --- | --- | - | -- | --- | - | -- | -- | -- | ----- | ---- |
| 1996 | 250    | Honda | 12 | Rit | 11 | 14 | Rit | 13 | Rit | Rit | 6 | 10 | Rit | 7 | 11 | 10 | 10 | 56    | 11º  |

| 1997 | Classe | Moto  |     |   |   |     |   |     |   |     |    |   |   |   |   |   |   | Punti | Pos. |
| ---- | ------ | ----- | --- | - | - | --- | - | --- | - | --- | -- | - | - | - | - | - | - | ----- | ---- |
| 1997 | 250    | Honda | Rit | 4 | 4 | Rit | 7 | Rit | 6 | Rit | 13 | 8 | 6 | 6 | 7 | 5 | 4 | 109   | 7º   |

| 1998 | Classe | Moto   |    |    |   |    |   |   |   |   |   |   |   |    |    |    |  | Punti | Pos. |
| ---- | ------ | ------ | -- | -- | - | -- | - | - | - | - | - | - | - | -- | -- | -- |  | ----- | ---- |
| 1998 | 250    | Yamaha | 15 | 11 | 8 | 12 | 9 | 7 | 7 | 8 | 6 | 8 | 9 | 10 | 12 | 11 |  | 91    | 8º   |

| Legenda | 1º posto        | 2º posto            | 3º posto            | A punti      | Senza punti        | Grassetto – Pole position Corsivo – Giro più veloce |
| Legenda | Gara non valida | Non qual./Non part. | Ritirato/Non class. | Squalificato | '-' Dato non disp. | Grassetto – Pole position Corsivo – Giro più veloce |

### Campionato mondiale Superbike
| 1999 | Moto   |  |  |  |  |  |  |  |  |  |  |  |  |  |  |  |  |  |  |  |  |  |  |  |  |    |    | Punti | Pos. |
| ---- | ------ |  |  |  |  |  |  |  |  |  |  |  |  |  |  |  |  |  |  |  |  |  |  |  |  | -- | -- | ----- | ---- |
| 1999 | Yamaha |  |  |  |  |  |  |  |  |  |  |  |  |  |  |  |  |  |  |  |  |  |  |  |  | 13 | 12 | 7     | 45º  |

| 2002 | Moto   |  |  |  |  |  |  |    |    |  |  |  |  |  |  |  |  |  |  |  |  |  |  |  |  |  |  | Punti | Pos. |
| ---- | ------ |  |  |  |  |  |  | -- | -- |  |  |  |  |  |  |  |  |  |  |  |  |  |  |  |  |  |  | ----- | ---- |
| 2002 | Yamaha |  |  |  |  |  |  | 10 | 10 |  |  |  |  |  |  |  |  |  |  |  |  |  |  |  |  |  |  | 12    | 29º  |

| Legenda | 1º posto        | 2º posto            | 3º posto           | A punti      | Senza punti        | Grassetto – Pole position Corsivo – Giro più veloce |
| Legenda | Gara non valida | Non qual./Non part. | Ritirato/Non class | Squalificato | '-' Dato non disp. | Grassetto – Pole position Corsivo – Giro più veloce |

### Campionato mondiale Supersport
| 2003 | Moto  |  |  |  |  |  |    |  |  |  |  |  |  | Punti | Pos. |
| ---- | ----- |  |  |  |  |  | -- |  |  |  |  |  |  | ----- | ---- |
| 2003 | Honda |  |  |  |  |  | 12 |  |  |  |  |  |  | 4     | 32º  |

| Legenda | 1º posto        | 2º posto            | 3º posto           | A punti      | Senza punti        | Grassetto – Pole position Corsivo – Giro più veloce |
| Legenda | Gara non valida | Non qual./Non part. | Ritirato/Non class | Squalificato | '-' Dato non disp. | Grassetto – Pole position Corsivo – Giro più veloce |